# Том Кенти
«Том Кенти» — первая из пьес, написанных Сергеем Михалковым для детей и юношества; комедия в 3 действиях, 6 картинах. Создана в 1938 году, в том же году впервые поставлена на профессиональной сцене Московским театром юного зрителя.
В 1930-х годах происходила смена подходов к постановкам для детей. Совместно с юным зрителем авторы и актёры начали говорить о сложных человеческих взаимоотношениях между сверстниками, между старшим и молодым поколением. Пьеса «Том Кенти» двадцатипятилетнего С. Михалкова отражала действительно широкую совокупность моральных и нравственных проблем героев-подростков. На основе романа Марка Твена «Принц и нищий» драматургом создано самостоятельное художественное произведение не только с совершенно другими идеологическими взглядами, но и с богатой поэтической структурой: пьеса наполнена стихами, а поэтическую речь дети воспринимают лучше. Современные автору критики упрекали его в слишком вольном обращении с классикой. Значительно позже в адрес драматурга зазвучали противоположные обвинения во вторичности пьесы, слепом копировании сюжета оригинала.

## Сюжет
Сюжетные коллизии повторяют классический первоисточник. В первой картине происходит встреча и диалог Эдуарда с Томом, где на приёме контраста простонародных выражений Тома и правильной речи принца создаётся ощущение, что персонажи общаются на «разных языках». Юному принцу надоело жить в роскоши, а Тому — в нищете, мальчики меняются одеждой. Во второй части первого акта в таверне из разговора бродяг возникает картина жизни простых людей в королевстве. Менестрель Тейлор выражает их мечту об освобождении от тиранов.
События пьесы второго действия происходят в королевском дворце, где обсуждается душевное нездоровье Эдуарда, неожиданно ставшего монархом. Лорд Гердфорд готов отдать власть над страной безумцу: «Он безумен, но он наследник престола, и в здравом уме или сумасшедшим — он будет управлять королевством… Будь он тысячу раз сумасшедшим, он король, и всякий, говорящий о его недуге, посягает на мир и порядок державы и будет отправлен на виселицу». В разговоре Тома с леди Джен выясняются подробности жизни и быта детей придворных.
В третьем действии острота социальных и нравственных противоречий достигает пика. Том в качестве короля принимает ряд немыслимых для окружающих законодательных решений. Финал ставит всё на свои места. Бесспорно доказано, что Эдуард — король, а Том — лишь похожий на него мальчишка, который с облегчением покидает дворец.
Вероятно, что главное отличие пьесы от романа — единственный главный герой Том Кенти, мальчишка из народа, любящий свободу. У Твена скитания принца отражены с оттенком сострадания. У Михалкова принц Эдуард — надменный и недоверчивый деспот.

## Постановки и экранизации

### На любительской сцене
Первую постановку осуществил детский драматический кружок при Московском Доме учёных. Исполнительница главной роли В. Яковлева приводит следующий диалог С. Михалкова с руководителем кружка — неназванной актрисой Театра имени Вахтангова:

Михалков: «Хочется попробовать себя в драматургии. Написал пьесу по знаменитому произведению Марка Твена „Принц и нищий“. И теперь не знаю, в какой театр предложить. Сумеют ли хорошо поставить? Ведь от этого первого блина будет многое зависеть».
Собеседница: «А у меня есть детский драматический кружок, ребятишки хорошие, рвутся в бой. Будут выкладываться до последнего. Ну, а в случае чего беда невелика, автор не виноват. Что с детей взять?»
И далее: 

То ли весенний день выдался на славу, то ли драматург-дебютант был талантлив, то ли актёры выкладывались, то ли сошлось всё вместе, но спектакль прошел на «ура».

### Московский ТЮЗ (1938 год)
Первой профессиональной постановкой стала работа режиссёра Валентина Колесаева на сцене Государственного центрального театра юного зрителя (Госцентюз) в 1938 году. Пьесу, которая до этого называлась как и оригинал «Принц и нищий», автор по настоянию Главрепертком переименовал в «Том Кенти». Заглавную роль героя-подростка исполнила Валентина Сперантова, которой исполнилось тогда 33 года. На премьере спектакля присутствовал драматург Бернард Шоу. По воспоминаниям участников постановки, после спектакля за кулисами он обнял и потрепал по щеке «мальчика-актёра», игравшего Тома. «Сэр! Это дама, и у неё есть дочь!» — этой репликой Шоу был сражён. Он встал на одно колено и поцеловал Сперантовой руку.

### Саратовский ТЮЗ (1950 год)
В 1950 году в Саратовском ТЮЗе режиссёром Вадимом Давыдовым была осуществлена постановка пьесы С. Михалкова в собственной редакции под названием «Нищий и принц». Спектакль был задуман как музыкальный, композитором выступил Евгений Каменоградский.

### Московский ТЮЗ (1970 год)
Постановка П. Хомского, режиссёр-постановщик И. Секирин, художник В. Талалай, композитор Э. Колмановский, в главной роли Л. Князева